# Olesja Zykinová
Olesja Nikolajevna Zykinová (rusky: Олеся Николаевна Зыкина – Olesja Nikolajevna Zykina; * 7. října 1980 Kaluga, Sovětský svaz) je ruská atletka, jejíž specializací je hladká čtvrtka a štafetové běhy.
Svých největších úspěchů dosáhla především ve štafetě na 4 × 400 metrů. Je mistryní světa z roku 2005, čtyřnásobnou halovou mistryní světa (2001, 2003, 2004, 2008) a halovou mistryní Evropy (2000). Na mistrovství světa v Helsinkách 2005 a na HMS v Budapešti 2004 však neběžela finále, jen rozběh. Rozběhu se zúčastnila také na Letních olympijských hrách 2000 v Sydney.
Největší individuální úspěchy zaznamenala na mistrovství Evropy v Mnichově 2002 a na halovém MS ve Valencii 2008, kde získala zlaté medaile. Na halovém MS v Lisabonu 2001 a na halovém ME v Birminghamu 2007 vybojovala bronz. Již v roce 1999 se stala v lotyšské Rize juniorskou mistryní Evropy.
Třikrát postoupila do finále běhu na 400 metrů na světových šampionátech. V Edmontonu 2001, Paříži 2003 i v Helsinkách 2005 vždy doběhla na šestém místě. Nejrychleji zaběhla čtvrtku na MS v atletice 2003 v Paříži, kde cílem proběhla v čase 50,59 s.

## Osobní rekordy
- 400 m (hala) - (51,09 s - 9. února 2008, Moskva)
- 400 m (dráha) - (50,15 s - 13. července 2001, Tula)